# フランシスコ・ダス・シャガス・マリーニョ
マリーニョ・シャガス (Marinho Chagas) こと、フランシスコ・ダス・シャガス・マリーニョ（Francisco das Chagas Marinho、1952年2月8日 - 2014年5月31日）は、ブラジル・リオグランデ・ド・ノルテ州ナタール出身のサッカー選手。代表のチ－ムメイト、マリーニョ・ペレスと区別するため、このように呼ばれる。